# Olga Raphael-Linden
Olga Emma Nathalia Raphael Hallencreuz (Malarö, 21 giugno 1887 – 1º novembre 1967) è stata un'attrice, pittrice e scrittrice svedese.
Era figlia dell'economista e uomo politico Axel Raphael e di Cecilia Saloman, nonché nipote del pittore Geskel Saloman. È stata sposata, una prima volta, dal 1912, con il regista Gustaf Linden, e in seguito, dal 1941, con l'artista Gösta Hallencreutz.

## Biografia
Olga Raphael ha studiato, dal 1902, all'Accademia di belle arti Althin, e dal 1904 al 1908, presso la Reale Accademia delle Belle Arti di Stoccolma. Ha studiato teatro dal 1909 al 1911 con Signe Hebbe e Louise Fahlman. Ha debuttato nel 1911 come ballerina presso il Teatro Reale Drammatico di Stoccolma, per poi essere ingaggiata come attrice, nello steeso anno, da Einar Fröberg a Göteborg. Ha lavorato al Teatro Drammatico di Göteborg fino al 1917, e in seguito al Lorensbergsteatern. Come autrice letteraria ha pubblicato raccolte di racconti e libri per bambini. In pittura è stata attiva prevalentemente come ritrattista: ha eseguito, tra gli altri, il ritratto della scrittrice e cantante Ida Gawell-Blumenthal (conosciuta come Delsbostintan) e della scrittrice Agnes von Krusenstjerna, che si trovano presso la Pinacoteca nazionale di Gripsholm, mentre un ritratto del marito Gustaf Linden si trova al Teatro Reale Drammatico di Stoccolma, e uno di Hjalmar Bergman è al Museo regionale di Örebro. Altre sue opere pittoriche sono conservate al Museo nazionale di Stoccolma, al Museo d'arte di Kalmar e al Museo di Arte Scenica di Stoccolma.
Dal 1930 è stata presidente dell'Associazione di Donne Ebree di Stoccolma.

## Teatro (parziale)
- Äventyret (La Belle Aventure), di Gaston de Caillavet e Robert de Flers, regia di Karl Hedberg, Teatro Reale Drammatico, Stoccolma (1915)
- Med clippern västerut (Flight to the West), di Elmer Rice, regia di Helge Hagerman, Blancheteatern[5], Stoccolma (1944)

## Filmografia
- Præsidenten, regia di Carl Theodor Dreyer (1919)